# Fossombronia wondraczekii
Fossombronia wondraczekii là một loài Rêu trong họ Fossombroniaceae. Loài này được (Corda) Dumort. mô tả khoa học đầu tiên năm 1835.

## Hình ảnh

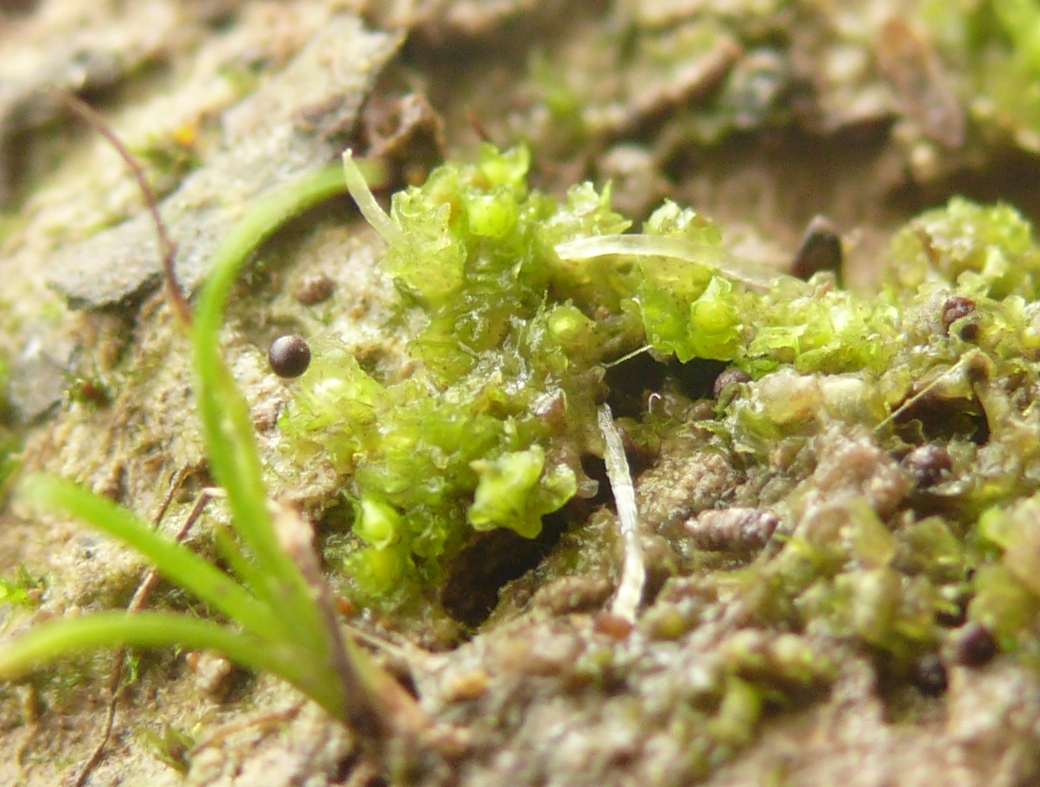